# La Sierra (Venezuela)
Pour les articles homonymes, voir Sierra et La Sierra.
La Sierra est la capitale de la paroisse civile de Juan Angel Bravo de la municipalité d'Ezequiel Zamora dans l'État de Cojedes au Venezuela.